# Mooliabeenee
Mooliabeenee (soms foutief gespeld als Mooliabeenie) is een plaats in de regio Wheatbelt in West-Australië.

## Geschiedenis
Ten tijde van de Europese kolonisatie leefden de Juat Nyungah in de streek.
In 1891 bereikte de spoorweg de 'Midland Railway' de streek. In Mooliabeenee werd een nevenspoor aangelegd en een klein stationsgebouw recht getrokken. Het stationsgebouw diende ook als postkantoor. Er werd een winkel geopend die tot 1946 in bedrijf bleef. Op 1 februari 1911 brandde het stationsgebouw af en werd er een nieuw gezet. Er werd ook een weegbrug gebouwd.
In 1904 opende een schooltje in Mooliebeenee. Het sloot de deuren tijdens de Tweede Wereldoorlog en brandde af in de jaren 1950.
Tijdens de Tweede Wereldoorlog lag er in Mooliabeenee een militaire startbaan. In de jaren 1950 werd de startbaan als racetrack gebruikt.
In 1971 sloot het stationsgebouw en sindsdien rijden er enkel nog goederentreinen. In het begin van de 21e eeuw werd er op proef bauxiet geladen.

## Beschrijving
Mooliabeenee maakt deel uit van het lokale bestuursgebied (LGA) Shire of Chittering, een landbouwdistrict.
In 2021 telde Mooliabeenee 213 inwoners.

## Toerisme
De Chittering Farm Flavour Trail doet een aantal landbouwbedrijven in Mooliabeenee aan.

## Transport
Mooliabeenee ligt langs 'Bindoon - Moora Road' die in verbinding staat met de Great Northern Highway. Het ligt 94 kilometer ten noordnoordoosten van de West-Australische hoofdstad Perth, 362 kilometer ten zuidzuidoosten van Geraldton en 17 kilometer ten noordwesten van Bindoon, de hoofdplaats van het lokale bestuursgebied waarvan het deel uitmaakt.
De spoorweg die langs Mooliabeenee loopt maakt deel uit van het goederenspoorwegnetwerk van Arc Infrastructure.